# Гублер, Мэттью Грей
Мэ́ттью Грей Гублер (англ. Matthew Gray Gubler, род.  9 марта 1980, Лас-Вегас, Невада, США) — американский актёр, режиссёр, модель и художник. Наиболее известен по роли доктора Спенсера Рида в телесериале «Мыслить как преступник» (2005—2020).

## Ранние годы
Гублер родился 9 марта 1980 года в Лас-Вегасе, штат Невада, в семье политического консультанта Мэрилин Габлер (урождённой Келч) и адвоката Джона Габлера. Его дедушка Максвелл Келч был первым президентом торговой палаты Лас-Вегаса и основал первую радиостанцию KENO в этом городе. Сестра Мэттью сейчас довольно известный модельер, работающий в Нью-Йорке. У Мэттью также есть брат, родившийся в 1994 году, который снялся в клипе Whirlwind Heat.
В 2002 году окончил Школу искусств Тиша Нью-Йоркского университета, где специализировался в области кинорежиссуры. Проживает в Лос-Анджелесе (Калифорния) и Лас-Вегасе (Невада).

## Карьера
Некоторое время работал моделью у дизайнеров Marc Jacobs, Burberry и Louis Vuitton, демонстрировал одежду лейблов Tommy Hilfiger и Sisley. Более того, Мэттью Гублер вошёл в топ 50 лучших моделей. Как актёр дебютировал в фильме «Водная жизнь Стива Зиссу» в 2004 году.

## Фильмография

### Актёр
| Год       |     | Русское название                               | Оригинальное название                             | Роль                  |
| --------- | --- | ---------------------------------------------- | ------------------------------------------------- | --------------------- |
| 2004      | ф   | Водная жизнь Стива Зиссу                       | The Life Aquatic with Steve Zissou                | первый интерн         |
| 2005—2022 | с   | Мыслить как преступник                         | Criminal Minds                                    | доктор Спенсер Рид    |
| 2006      | ф   | Дурдом на колёсах                              | RV                                                | Джо Джо               |
| 2006      | с   | —                                              | Matthew Gray Gubler: The Unauthorized Documentary | в роли самого себя    |
| 2007      | ф   | Элвин и бурундуки                              | Alvin and the Chipmunks                           | Саймон                |
| 2008      | ф   | Великий Бак Ховард                             | The Great Buck Howard                             | Расселл               |
| 2008      | ф   | Как стать серийным убийцей                     | Как стать серийным убийцей                        | Барт                  |
| 2009      | ф   | 500 дней лета                                  | (500) Days of Summer                              | Пол                   |
| 2009      | ф   | Элвин и бурундуки 2                            | Alvin and the Chipmunks: The Squeakquel           | Саймон                |
| 2011      | мф  | Сверхновый Супермен                            | All-Star Superman                                 | Джимми Олсен          |
| 2011      | мф  | Скуби-Ду! Легенда о Фантозавре                 | Scooby-Doo! Legend of the Phantosaur              | Уинзор                |
| 2011      | ф   | Волшебная долина                               | Magic Valley                                      | Мок                   |
| 2011      | ф   | Элвин и бурундуки 3                            | Alvin and the Chipmunks: Chipwrecked              | Саймон                |
| 2012      | ф   | Обрезание                                      | Excision                                          | мистер Клейбо         |
| 2012      | с   | —                                              | The Beauty Inside: Alex's Video Diaries           | Алекс №42             |
| 2012      | с   | Красота внутри                                 | The Beauty Inside                                 | Алекс №42 / Алекс №26 |
| 2014      | ф   | Если твоя девушка — зомби                      | Life After Beth                                   | Кайл Орфман           |
| 2014      | кор | —                                              | The Learning Curve                                | Дэвид Седарис         |
| 2014      | ф   | Пригородная готика                             | Suburban Gothic                                   | Реймонд               |
| 2014      | мф  | Бэтмен: Нападение на Аркхэм                    | Batman: Assault on Arkham                         | Риддлер               |
| 2014      | ф   | Порнозвезда                                    | Beautiful Girl                                    | Зигги                 |
| 2014      | кор | —                                              | Desire                                            | Джеймс                |
| 2015      | ф   | Банда грабителей                               | Band of Robbers                                   | Джо Харпер            |
| 2015      | ф   | Элвин и бурундуки: Грандиозное бурундуключение | Alvin and the Chipmunks: Road Chip                | Саймон                |
| 2016      | ф   | Пожар на помойке                               | Trash Fire                                        | Калеб                 |
| 2016      | ф   | —                                              | Hot Air                                           | Лесли                 |
| 2017      | ф   | Новизна                                        | Newness                                           | Пол                   |
| 2017      | ф   | Убить за 68                                    | 68 Kill                                           | Чип                   |
| 2018      | ф   | Зои                                            | Zoe                                               | Майкл                 |
| 2019      | с   | Куколка (телесериал)                           | Dollface                                          | Уэс                   |

### Другие работы
| Год  | Оригинальное название                             | Примечание                              |
| ---- | ------------------------------------------------- | --------------------------------------- |
| 2006 | Matthew Gray Gubler: The Unauthorized Documentary | режиссёр, сценарист, продюсер           |
| 2005 | Claude: A Symphony of Horror                      | режиссёр                                |
| 2005 | Matthew Gray Gubler`s Life Aquatic Intern Journa  | режиссёр, оператор, сценарист, продюсер |
| 2005 | The Cactus That Looked Just Like a Man            | режиссёр, оператор, сценарист, продюсер |

## Награды и номинации
| Год  | Награда               | Категория                                                       | Фильм             | Результат |
| ---- | --------------------- | --------------------------------------------------------------- | ----------------- | --------- |
| 2013 | Дневная премия «Эмми» | Outstanding New Approaches — Original Daytime Program or Series | The Beauty Inside | Победа    |
| 2014 | Screamfest            | Лучший актёр                                                    | Suburban Gothic   | Победа    |